# لوسین بوگارت
لوسین بوگارت (فرانسوی: Lucienne Bogaert‎; ۶ ژانویهٔ ۱۸۹۲ – ۴ فوریهٔ ۱۹۸۳) هنرپیشه اهل فرانسه بود.
از فیلم‌هایی که وی در آنها نقش داشته‌است می‌توان به کلاغ (۱۹۴۳) و بانوان جنگل بولونی (۱۹۴۵) اشاره کرد.